# Tabernaemontana ciliata
Tabernaemontana ciliata är en oleanderväxtart som beskrevs av Marcel Pichon. Tabernaemontana ciliata ingår i släktet Tabernaemontana och familjen oleanderväxter. Inga underarter finns listade i Catalogue of Life.